# Kino Światowid w Katowicach

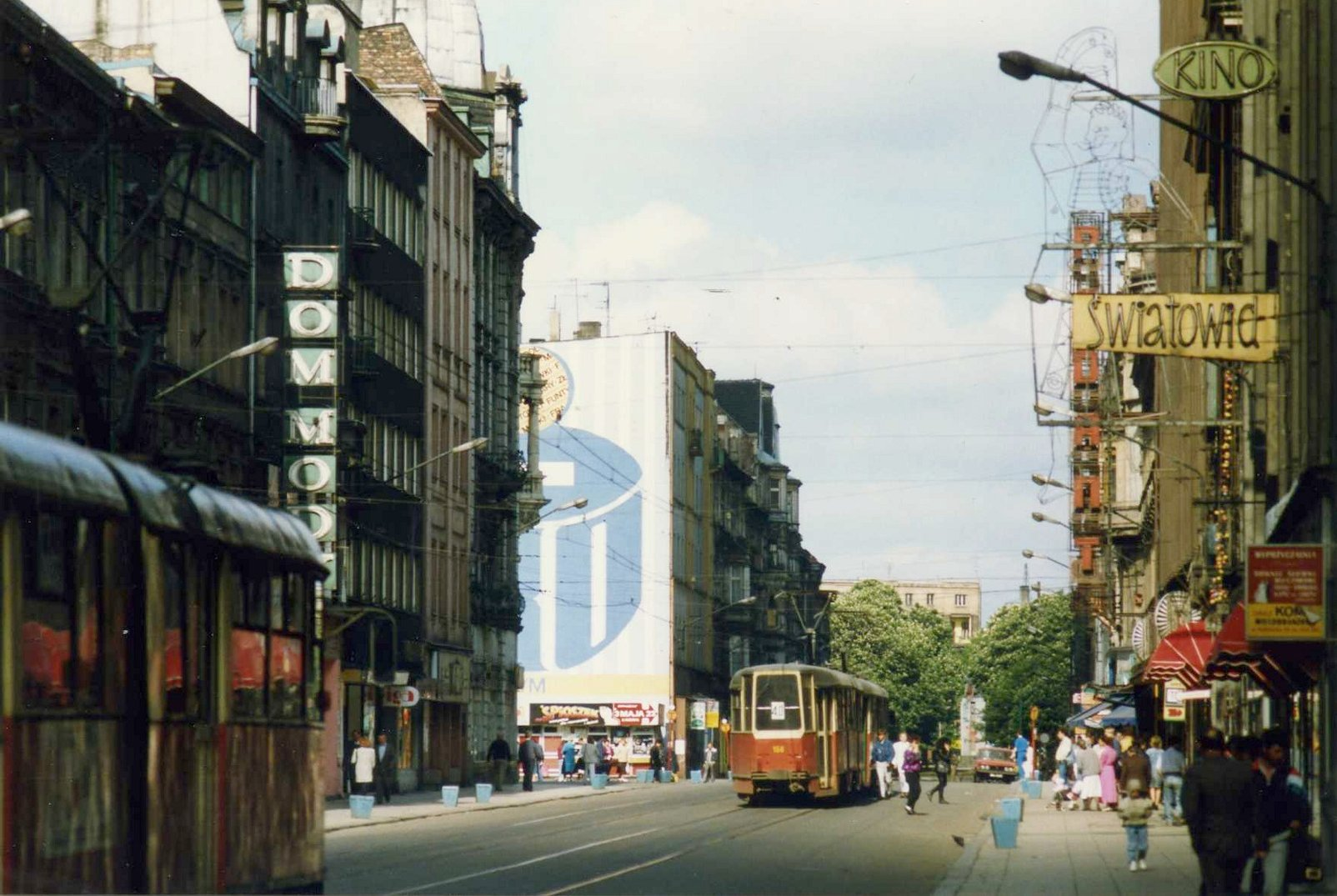
Neony kina w 1991 roku.

Kino studyjne „Światowid” – kino znajdujące się w Katowicach przy ul. 3 maja, prowadzone przez Instytucję Filmową „Silesia-Film”.

## Historia
Katowickie kino studyjne „Światowid” istnieje od lat 40. XX wieku, lecz historia kina w tym miejscu sięga początków XX wieku. Julius Eckerich postawił nowe kino „Colosseum” (z miejscami dla 400 widzów) w oficynie przy Grundmanstrasse 7 (późn. 3 Maja), powierzając jego budowę mistrzowi budowlanemu Martinowi Tichauerowi. Pierwsze zbudowane od podstaw kino katowickie otwarto na Boże Narodzenie, 25 grudnia 1909 roku, a w prasie reklamowano je jako „największy teatr kinematograficzny na Górnym Śląsku”. W tym samym miejscu, w zupełnie innej postaci architektonicznej, znalazło się później kino „Światowid”.
W 2019 kino „Światowid” należy do międzynarodowej organizacji Europa Cinemas, promującej kino europejskie, oraz do Sieci Kin Studyjnych. Właścicielem kina jest Instytucja Filmowa „Silesia-Film”.

## Działalność
Oprócz codziennego repertuaru, w którym zawarte są premiery filmów oraz pokazy przedpremierowe, organizowane lub współorganizowane są przeglądy filmowe i retrospektywy, np. przegląd nowego kina niemieckiego, francuskiego, hiszpańskiego czy węgierskiego itd. Kino bierze udział w cyklach „Spotkania filozoficzne”, „Slow Cinema” czy „Skocz z bajtlem do kina”.